# Harrisia adscendens
Harrisia adscendens és una espècie fanerògama que pertany a la família de les cactàcies.

## Descripció
Harrisia adscendens creix de forma arbustiva amb moltes tiges poc ramificades, inicialment vertical, posteriorment les tiges són enfiladisses i forma un tronc conspicu. Les tiges tenen un diàmetre de 2 a 5 centímetres i fan de 5 a 8 metres. N'hi ha entre set i deu costelles arrodonides baixes que formen crestes allargats. Tenen de quatre a deu espines fortes, engrossides en la seva base, de color groc a grisenc, tenen una punta més fosca i fan entre 1 a 3 centímetres de llarg. Les flors fan entre 15 a 18 centímetres de llarg. El seu pericarpeli i el tub de les flors estan cobertes d'escames i pèls llargs. Els fruits esfèrics, ondulants i vermells són una mica geperuts. Fan entre 5 a 6 centímetres de diàmetre.

## Distribució, sistemàtica i conservació
H. adscendens es distribueix al nord-est del Brasil des de l'estat de Bahia fins al sud de Ceará i Paraíba a altituds de 50 a 700 metres.
A la Llista Vermella d'espècies amenaçades de la UICN, l'espècie se la coneix com a "Least Concern (LC)“, com a preocupació menor i no es considera en risc.

## Taxonomia
Harrisia adscendens va ser descrita per Nathaniel Lord Britton i Joseph Nelson Rose i publicat a The Cactaceae; descriptions and illustrations of plants of the cactus family 2: 155–156, f. 226. 1920.
Etimologia
Harrisia: nom genèric que va ser anomenat en honor del botànic irlandès William Harris, qui va ser Superintendent de jardins públics i plantacions de Jamaica.
adscendens: epítet llatí que significa "ascendent" i fa referència a la forma de creixement de l'espècie.
Sinonímia
- Cereus adscendens Gürke (1908). (basiònim)
- Eriocereus adscendens (Gürke) A. Berger (1929).